# Kung Fu Binh Dinh

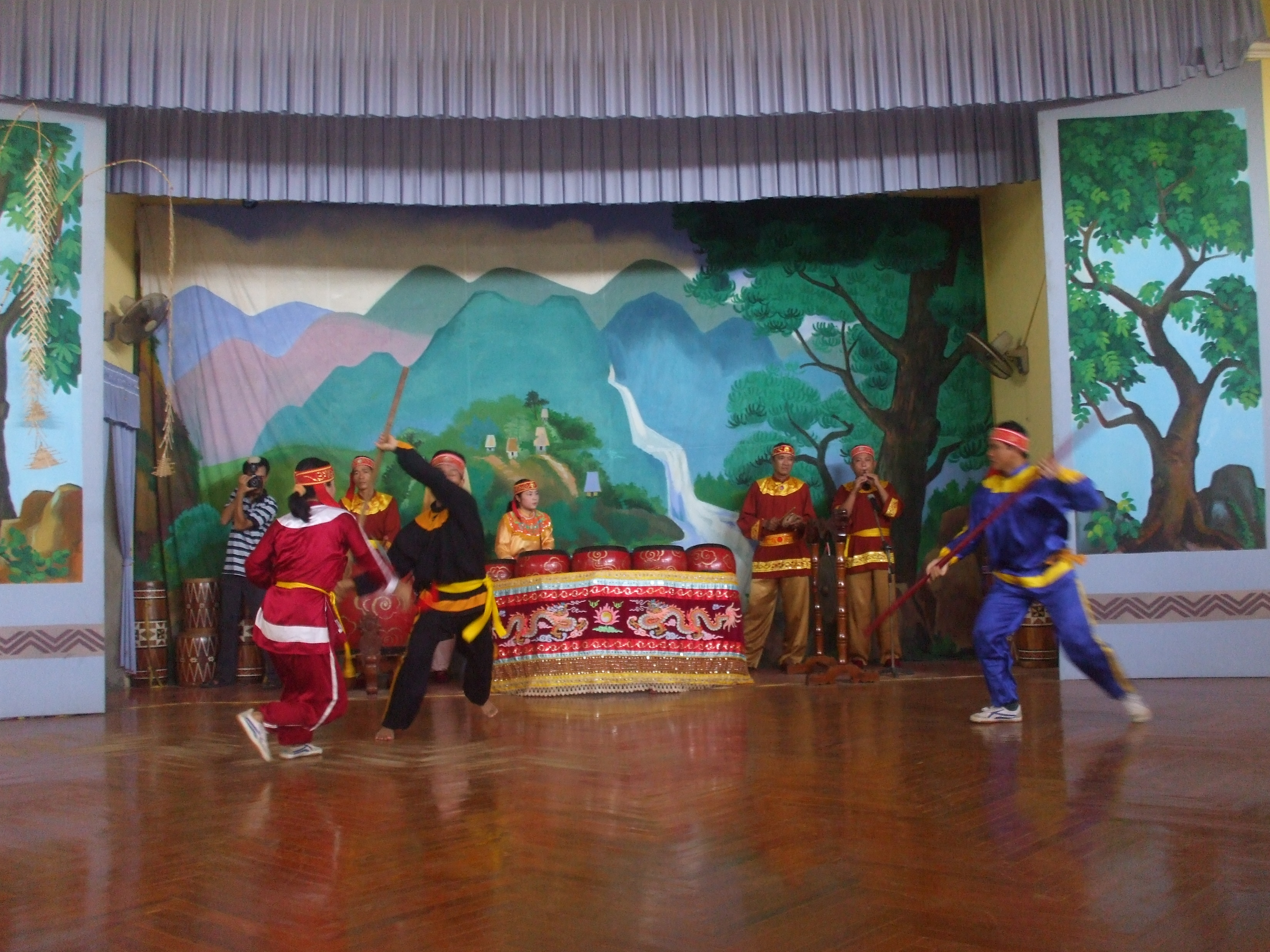
võ thuật Bình Định

Kung Fu Bình Định (võ thuật Bình Định) är en vietnamesisk kampsport som utvecklades på 1700-talet i centrala Vietnam. Den baseras på en tradition av självförsvar som sträcker sig åtminstone tillbaka till år 40 e.Kr. Den utvecklades av nationalhjälten Nguyen Hue (Quang Trung) i frihetskriget mot Kina år 1788 och är idag en av de största kampsporterna i Vietnam.
Nguyen Hue bodde i provinsen Binh Dinh i Vietnam. Han ansåg att Binh Dinh Kung Fu inte bara handlade om att slåss utan att ta hand om sin hälsa och äta rätt mat för att orka kämpa för sitt land. Han lyckades driva iväg kineserna och hjälpte Vietnam att bli självständigt. Efter det blev han kung i Vietnam.
Vietnameserna har genom historien lidit under förtryck från och stridit mot många länder. Under historien har det vietnamesiska folket utvecklat självförsvarsstilen och sina medicinska kunskaper. Folkets hälsa var den grundläggande faktorn för att kunna kämpa för sin frihet. Binh Dinh Kung Fu är därför en stridskonst men också en framgångsrik läkekonst där det är lika viktigt att ta hand om sig själv och sin hälsa. Inom Binh Dinh Kung Fu används traditionella vapen, främst stavar.
Stilen tränas endast på ett fåtal ställen i Sverige, bland annat i Linköping där Master Suphu Tho Truong Duong har grundat en skola, där han även undervisar Art of Living som innebär:
1. Fokuserad och koncentrerad andning som syresätter kroppen på ett optimalt sätt samt rörelse - för att stärka kroppen (Inner Power och Binh Dinh Kung Fu).
2. Akupressur, akupunktur, örtmedicin och moxa (stav) - stimulering av punkter utmed kroppens meridianer.
3. Kosthållning - att äta rätt, respektive balanserad kost.